# Therates confluens
Therates confluens (лат.) — вид жуков-скакунов рода Therates из семейства жужелицы (Carabidae).

## Распространение
Вьетнам (Lam Dong), Малайзия (Kedah).

## Описание
Длина от 6,8 до 7,5 мм. Тело с металлическим блеском. От близких видов отличается сочетанием отсутствующей темной клиновидной рецессии между плечевой лункой и центральной точкой в сочетании с чёрным цветом вентритов. Голова блестящая зеленовато-чёрная. Мандибулы желтоватые, зубцы по краю буроватые. Верхняя губа одинаковой ширины и длины, затемнённая, с 6 или 7 вершинными зубцами и одним боковым зубцом. Губные и максиллярные щупики желтоватые. Наличник голый. Лоб гладкий. Переднеспинка блестящая зеленовато-чёрная, длиннее своей ширины, сужена спереди больше, чем сзади. Надкрылья блестящие чёрные с коричневато-жёлтыми отметинами. Брюшная сторона чёрная, вентриты чёрные и буроватые. Ноги желтоватые. Длина эдеагуса 1,9 мм.